# Árkosi Mózes
Árkosi Mózes (Bözöd, 1816 – Bözöd, 1886. január 19.) unitárius lelkész.

## Élete
Apja, Árkosi Mihály szintén unitárius lelkész, anyja, Koncz Ágnes, unitárius lelkész lánya volt. Iskoláit a bözödi népiskolában, majd a székelykeresztúri középiskolában, később a kolozsvári főiskolában végezte. 20 éves korában Csehétfalvára hívták meg papnak, illetve Nagyajtára iskolamesternek; szerénységből ez utóbbit fogadta el.
1843-ban iskolamester lett Árkoson; itt találta a szabadságharc, melyben ő is részt vett. Egy sepsiszentgyörgyi népgyűlésen lelkesítő hangú beszédet intézett a néphez, majd amikor a hallgatóságból valaki bekiáltotta, hogy „Könnyű a  nadrágos uraknak minket buzdítani, hogy menjünk a harcba, de ők nem mennek”, ott helyben felesküdött honvédnek. A szabadságharcban Hild őrnagy alatt végig harcolt, és főhadnagyi rangot szerzett. 1850-ben Fiátfalvára ment lelkésznek.
1852-ben a Makk-féle összeesküvés pártolására hívták meg, amit ő veszélyesnek érzett, ezért nem vett részt benne, de nem is jelentette. Ennek ellenére Székelykeresztúron letartóztatták és Szebenbe vitték, ahol halálra ítélték. Az ítéletet az uralkodó kegyelméből tíz évi fogságra változtatták, Árkosit Csehországba, a Josefstadtba (ma Jaroměř város része) vitték. A fogság alatt angolul tanult Lomniczi Endre pesti ügyvédtől.
1857-ben amnesztiát kapott és visszatért hazájába, ahol Bözödön lett lelkész. Szolgálata idején újraépítették az 1856-ban leégett papi és iskolamesteri gazdasági épületeket, 1868-ban pedig  újrafedték a templomtornyot és megkezdték egy új papilak építését. 1873-ban a fogsága alatt kifejlődött szívbetegsége miatt lemondott hivataláról, és haláláig visszavonultan élt.

## Munkái
Fogsági emlékek címen leírta rabsága történetét, mely az 1886. évi Székelyegyleti Naptárban jelent meg.